# Astrobiologie

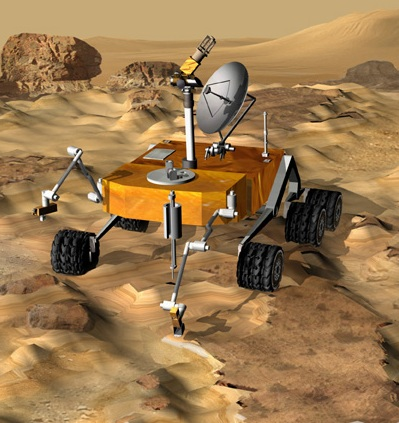
Představa automatické sondy na povrchu Marsu hledající stopy mimozemského života

Astrobiologie (používají se i termíny exobiologie, exopaleontologie, astropaleontologie, kosmobiologie a bioastronomie), je vědní obor biologie zabývající se původem, vývojem, distribucí a budoucností života ve vesmíru. Tento interdisciplinární obor zahrnuje vyhledávání obyvatelného prostředí v naší Sluneční soustavě i mimo ni, hledání důkazů o prebiotické chemii, životu na Marsu a dalších subjektů v naší sluneční soustavě i laboratorní a terénní výzkum počátku a vývoje života na Zemi. Astrobiologie využívá fyziku, chemii, astronomii, biologii, molekulární biologii, ekologii, zeměpis a geologii, aby prozkoumala možnost života na jiných planetách a mohla rozpoznat biosféry, které mohou být zcela odlišné od zemské. Astrobiologie se týká i samotného výkladu současných vědeckých poznatků; hledá další údaje z jiných částí vesmíru a zabývá se hypotézami, které ověřuje na základě vědeckých faktů a případně je vyvrací či mění.

## Přehled
Slovo astrobiologie pochází ze starořeckého ἄστρον astron, "souhvězdí, hvězdy"; βίος, bios, "život", a λογία -logie, věda. Přestože astrobiologie je vyvíjející se oblast a stále se vyvíjející téma, otázka existence života kdekoli jinde ve vesmíru je prokázatelná hypotéza a tedy vyvolává množství vědeckého průzkumu. David Grinspoon, planetární vědec, nazývá Astrobiologii oblastí přírodních věd, která se snaží dokázat neznámé a zařadit to mezi vědecká fakta. Třebas byla jednou postavena mimo hlavní proud vědeckých bádání, astrobiologie se stala formální oblastí výzkumu. NASA odstartovala svůj první astrobiologický projekt roku 1959 a zavedla první astrobiologický program roku 1960. Její dvě sondy programu Viking, které přistály na Marsu roku 1976, provedly tři biologické pokusy navržené tak, aby dokázaly zkoumat možné známky života. Roku 1971 NASA založila projekt „Hledání mimozemské inteligence“ (SETI) pro prohledávání oblohy, s cílem zachycení vysílání civilizace jiné planety.
Ve 21. století, se astrobiologie koncentruje na vzrůstající počty průzkumů solárních systémů, které umožňuje NASA a Evropská kosmická agentura. První evropská astrobiologická práce proběhla v květnu 2001 v Itálii jako součást programu Aurora. V současné době, NASA hostuje Astrobiologický Institut NASA, a rostoucí množství univerzit ve Spojených státech (například: University of Arizona, Penn State University a University of Washington), Británii (například: University of Glamorgan), Kanada, Irsko a Austrálie (například: University of New South Wales) nyní nabízí promoce z astrobiologie.
Jeden z hlavních programů astrobiologie je opětovný průzkum Marsu, kvůli jeho podobnosti se Zemí a geologickým podmínkám. Roste množství údajů podporujících možnost, že Mars měl kdysi veliké množství vody na svém povrchu, voda je totiž jednou ze základních podmínek pro vznik života založeného na uhlíku, jako je ten náš.
Objevily se mise speciálně navržené pro výzkum života, zahrnující program Viking a Beagle 2, obě zaměřené na Mars. Výsledky prvního byly k ničemu a druhý se zřejmě rozbil – potom, co přistál, nebo se zřítil, na Mars, nepřišlo od něj žádné vysílání. Budoucí velmi významná mise mohla být Jupiter Icy Moons Orbiter, navržená pro studii zamrzlých měsíců Jupitera – z nichž některé mohou mít tekutou vodu – ta však musela být zrušena.

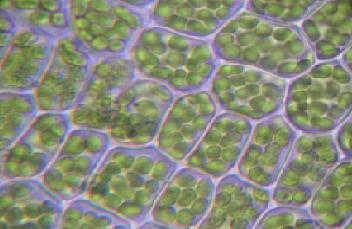
Není známo, zda život jinde ve vesmíru existuje na základě buněčných struktur, které naleznete na Zemi. (Chloroplast je možná jen v pozemských rostlinných buňkách.)

V roce 2011 NASA vypuštila vozidlo Mars Science Laboratory, jež pokračuje ve vyhledávání současného či minulého života na Marsu za použití řady vědeckých nástrojů. Evropská kosmická agentura vyvíjí astrobiologické vozidlo ExoMars, které má plánovaný start na rok 2018.
Mezinárodní astronomická unie pravidelně organizuje důležité mezinárodní konference na téma astrobiologie, které jsou nyní hostované Institutem astronomie na Havajské universitě.

## Metodologie

### Zjednodušování úkolu
Když vyhledávají život na jiných planetách, používají astrobiologové jisté zjednodušující předpoklady, které zmenšují rozsah jejich úkolu. Jeden z nich je úsudek, ze nejrozšířenější typ života v naší galaxii je ten založený na uhlíku, tak jako všechny formy života na Zemi. Přestože je možné, že život nezaložený na uhlíku existuje, dotyčný prvek je dobře znám pro neobvykle rozsáhlou škálu molekul, jež mohou být stvořeny kolem něj.

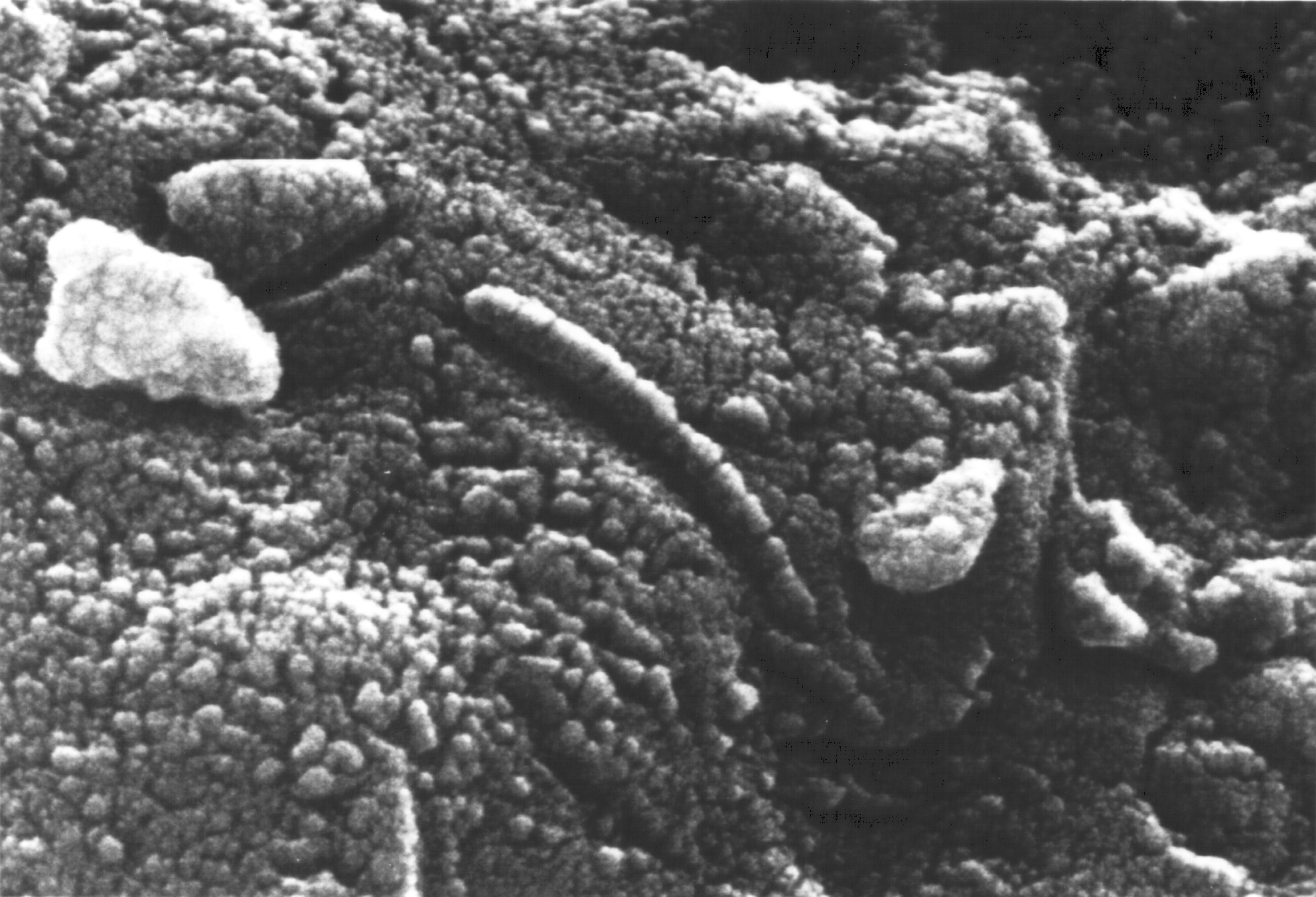
Marťanský meteorit ALH 84001 ukazuje mikroskopické útvary, jež mohly být stvořeny životem.

Přítomnost kapalné vody je další využitelný předpoklad, jelikož jde o běžnou molekulu, jež poskytuje vynikající prostředí pro tvorbu složitějších molekul založených na uhlíku, což může eventuálně vést ke vzniku života. Někteří výzkumníci odhadují možnost životního prostředí ze čpavku, či spíše směsi čpavku a vody. Takováto prostředí jsou považována za vhodná pro život založený či nezaložený na uhlíku, neboť otevírají větší škálu teplot (a tedy i světů) ve kterých život vydrží.
Třetí předpoklad je zaměřit se na hvězdy, jež se podobají Slunci. Je založen na myšlence planetární habitability. Obrovské hvězdy mají relativně krátkou životnost, což znamená, že život by nejspíše neměl dost času na to, aby se na planetách, jež je obíhají, vyvinul. Na druhou stranu malé hvězdy produkují tak málo tepla, že jen planety na jim velmi blízkých orbitách by nezamrzly do pevného skupenství, a na tak blízkých oběžných drahách by byly planety příliš navázané na hvězdu. Bez opravdu tlusté atmosféry by jedna strana takové planety byla neustále smažena a druhá neustále zmražená. Roku 2005 byla zpět do povědomí vědecké komunity přivedena otázka, jak mohou dlouhé životnosti červených trpaslíků umožnit vznik života na planetách s tlustou atmosférou. Je významná, neboť červení trpaslíci jsou opravdu běžní. (Viz Habitabilita solárních systémů červených trpaslíku)
Odhaduje se, ze asi 10 % hvězd naší galaxie se podobá Slunci; je na tisíc takových hvězd do vzdálenosti 100 světelných let od Slunce. Tyto hvězdy mohou být užitečné, primárně jako cíle mezihvězdných poslechů. Avšak dokud je Země jediná známá planeta poskytující útočiště formám života, není žádná možná cesta, jak dokázat, že jsou tyto zjednodušující předpoklady správné.

### Vlivy věd, z nichž astrobiologie vychází

#### Astronomie
Astrobiologické výzkumy, jež jsou nejvíce příbuzné astronomii, spadají do kategorie odhalování extrasolárních planet (exoplanet); hypotéza je, že pokud život vznikl na Zemi, může stejně tak vzniknout na jiných planetách s podobnými vlastnostmi. K účelu jejich vyhledávání slouží množství nástrojů vyrobených pro zachycení exoplanet podobných Zemi, jež jsou ve vývoji, především programy Terrestrial Planet Finder (TPF – od NASA) a Darwin (od Evropské Vesmírné Agentury). Dále NASA odpálila "misi Kepler" v březnu 2009 (viz obrázek) a Francouzská Vesmírná Agentura odpálila vesmírnou misi COROT roku 2006. (Viz Exoplaneta)

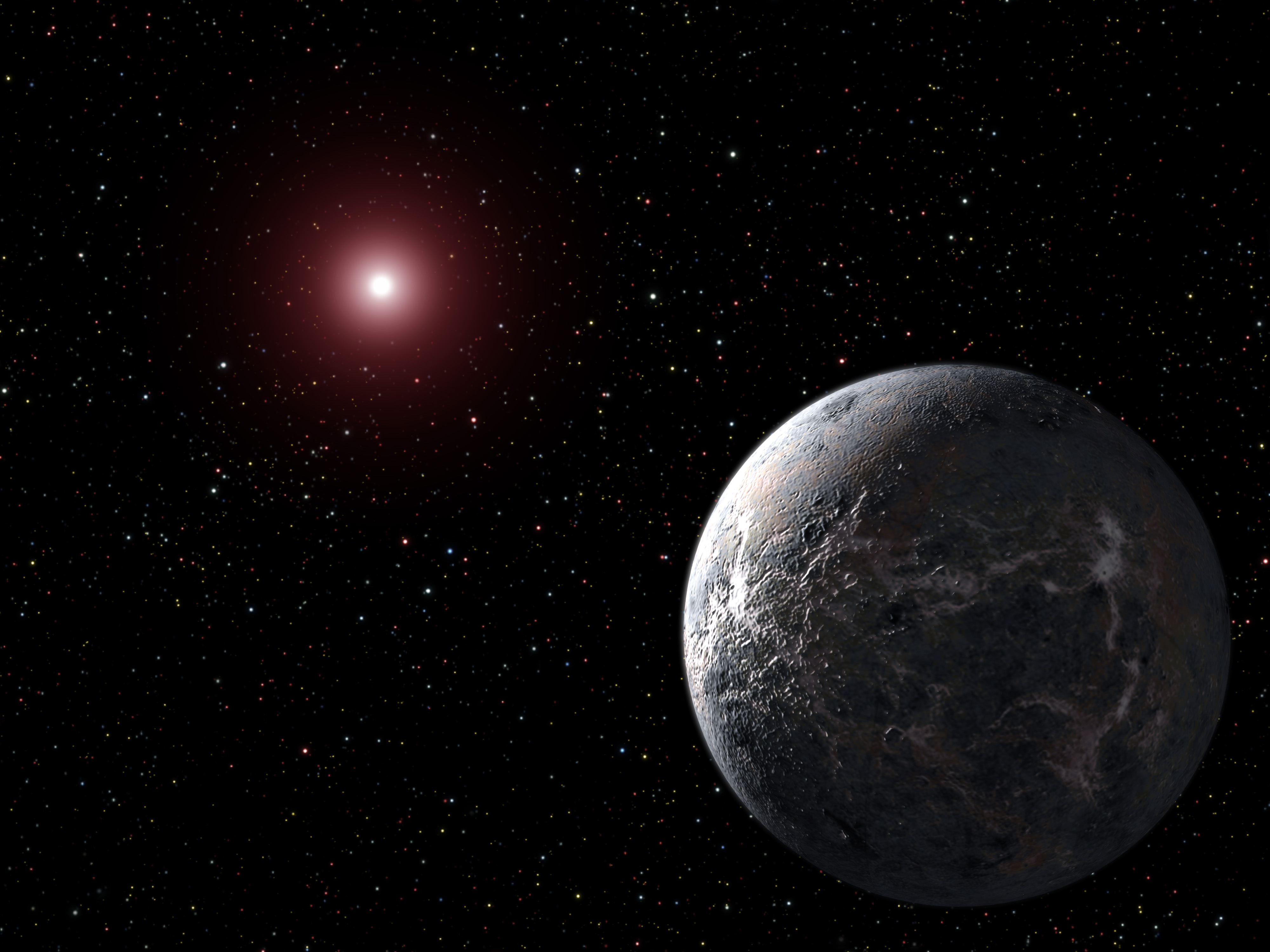
Umělecká představa extrasolární planety OGLE-2005-BLG-390Lb obíhající svou hvězdu 20.000 světelných let od Země; tato planeta byla objevena gravitační mikročočkou

Cílem těchto misí není jen objevit planety podobné velikosti, jakou má Země, nýbrž také přímo detekovat světlo z planety, aby jej bylo možné studovat spektroskopicky. Zkoumáním planetárního spektra by bylo možné určit základní složení atmosféry a/nebo povrchu planety; s touto znalostí by bylo možné posoudit možnosti toho, že bude na planetě nalezen život. Oddíl pracovníků NASA, Virtual Planet Laboratory, používá počítačové modelování pro generování velké škály virtuálních planet, aby zjistil, jak by vypadaly planety zobrazené Darwinem nebo TPF. Doufá se, že jakmile tyto dvě mise přinesou nějaké výsledky, jejich spektra budou moci být porovnána s těmito virtuálními spektry pro získání rysů, které by mohly naznačovat přítomnost života. Fotometrie časové proměnlivosti extrasolárních planet může také poskytnout vodítka k určení vlastnostem jejich povrchu a atmosféry.
Odhad počtu planet s inteligentním mimozemským životem lze shrnout Drakeovou rovnicí, což je v podstatě rovnice vyjadřující pravděpodobnost inteligentního života jako součin faktorů, jako je podíl planet, které by mohly být obydlené a podíl planet, na nichž by poté mohl vzniknout život:
{\displaystyle N=R^{*}~\times ~f_{p}~\times ~n_{e}~\times ~f_{l}~\times ~f_{i}~\times ~f_{c}~\times ~L}
 kde:
- N = Počet komunikativních civilizací
- R* = Rychlost tvorby vhodných hvězd (hvězdy jako naše Slunce)
- fp = Počet těchto hvězd, které mají planety (Aktuální průzkumy naznačují, že planetární systémy mohou být společné pro hvězdy stejné jako Slunce)
- ne = Počet světů podobných Zemi na planetární systém
- fl = Podíl těch planet podobných Zemi, kde se život skutečně vyvinul
- fi = Podíl planet s živými organismy, na kterých se vyvinula inteligence
- fc = Podíl komunikativních civilizací (ty, u nichž se vyvinuly elektromagnetické komunikační technologie)
- L = Životnost komunikativních civilizací

Nicméně přestože podpěry rovnice jsou pevné, je nepravděpodobné, že bude uvedena na přiměřenou mezi chyb v dohledné době.[zdroj?] První číslo, počet hvězd, je obecně omezeno několika řádovými veličinami. Druhé a třetí číslo, hvězdy s planetami a planety s podmínkami pro obývání, jsou hodnoceny jen pro hvězdy blízké Slunci. Další téma se spojitostí je Fermiho paradox, který říká, že jestliže je život ve vesmíru běžný, měly by zde být zřejmé známky toho, že je to pravda. Vyvrátit to je účelem projektů, jako je SETI, které se snaží zachytit známky radiového vysílání od inteligentních mimozemských civilisací. (Viz Drakeova rovnice)

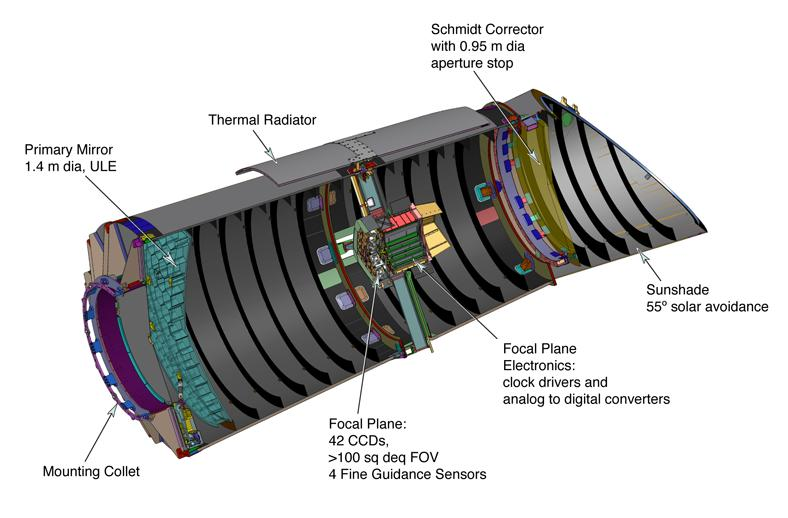
Mise Kepler od NASA, úspěšně odpálena v březnu 2009, hledá extrasolární planety

Další aktivní oblast výzkumu v astrobiologii je formace planetárního systému. Bylo naznačeno, že zvláštnosti našeho slunečního systému (například přítomnost Jupiteru coby ochranného štítu) mohly silně zvýšit pravděpodobnost vyvstání inteligentního života na naší planetě. Zatím však nebylo dosaženo žádných jistých a ustálených závěrů.

#### Biologie

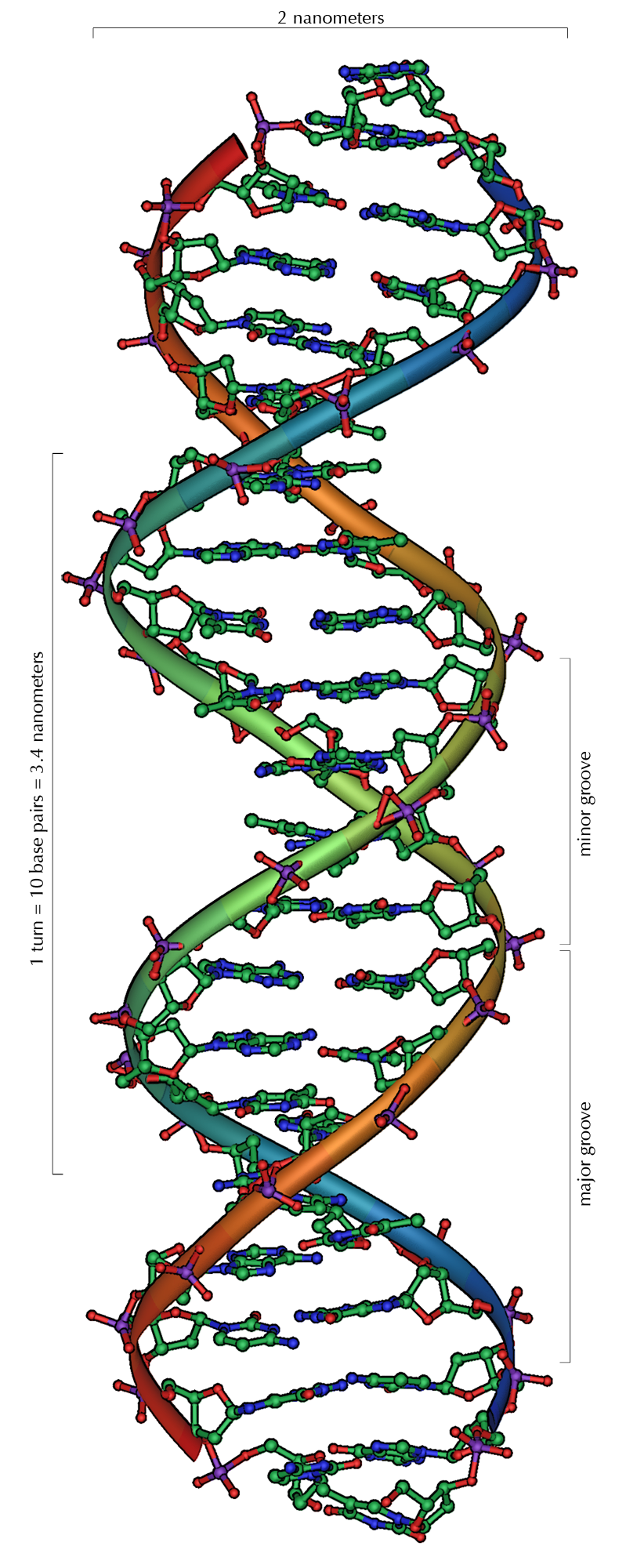
Nukleové kyseliny nemusí být jediné biomolekuly ve vesmíru schopné kódovat život

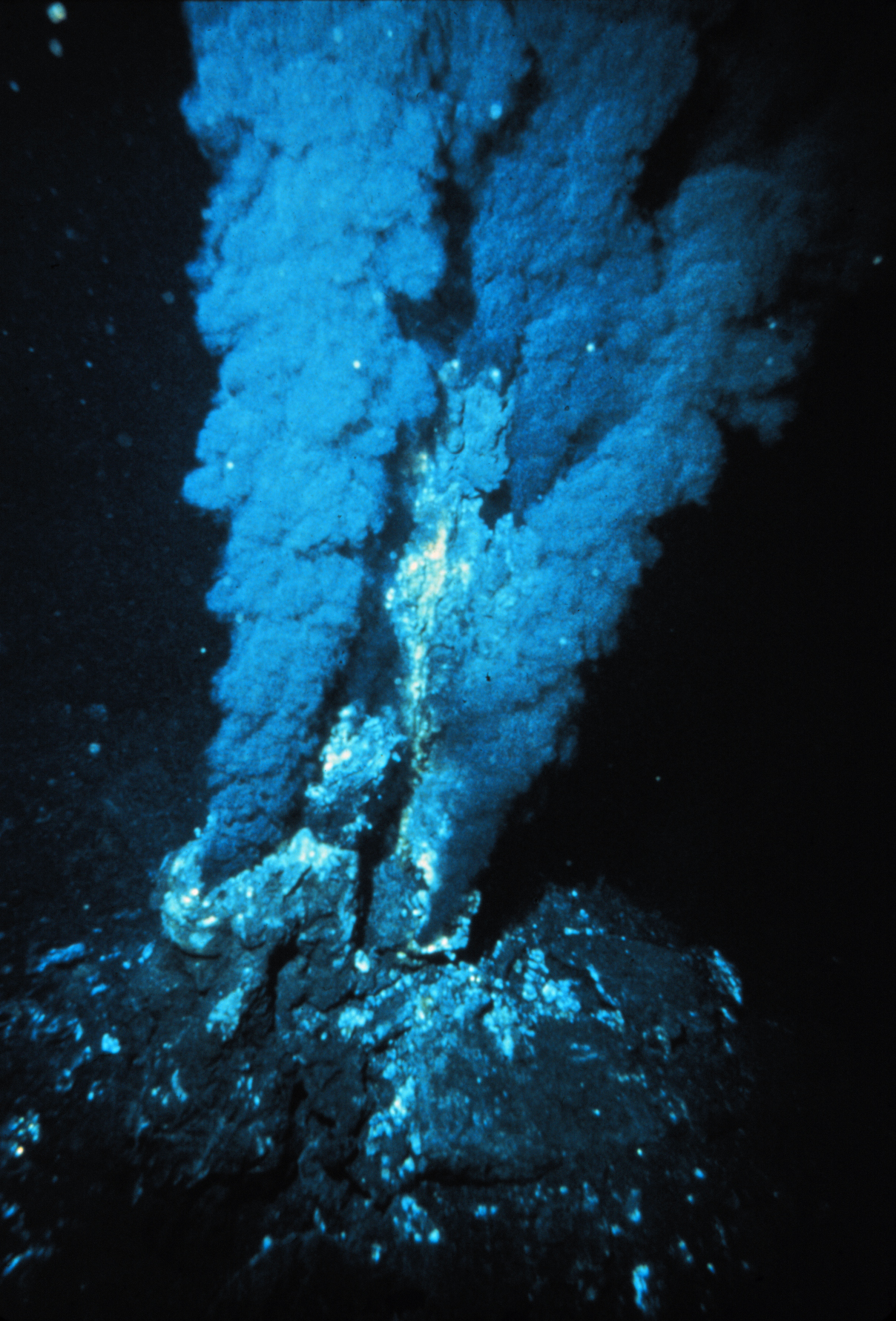
Hydrotermální průduchy jsou schopny udržet naživu Extrémofilní bakterie na Zemi a mohou tedy též podpořit možnost života v jiných částech vesmíru

Extrémofilní organismy (organismy schopny přežít v extrémních podmínkách), jsou základním prvkem výzkumu astrobiologů. Takové organismy zahrnují bioty schopné přežít kilometry pod hladinou moře v blízkosti hydrotermálních pramenů a mikroby, jimž se daří v silně kyselém prostředí.
Před sedmdesátými léty 20. století se předpokládalo, že život je naprosto závislý na sluneční energii. Rostliny na povrchu zemském zachycují energii ze slunečního světla na fotosyntetizování cukrů z oxidu uhličitého a vody, uvolňujíc přitom kyslík, a jsou pojídány kyslík dýchajícími živočichy, předávajíc energii do potravního řetězce. Dokonce i život v hlubinách oceánu, kam se sluneční světlo nemůže dostat, byl předpokládán k získávání své potravy buď spotřebou organických zbytků, jež se snesly z povrchových vod, nebo z pojídání zvířat, která to udělala. Schopnost našeho světa udržet si život byla chápána jako závislá na jeho přístupu ke slunečnímu světlu. Nicméně, roku 1977 při průzkumném potápění na Galapážské puklině vědci objevili kolonie obřích trubicových červů, škeblí, korýšů, mušlí a nejrůznějších dalších tvorů shlukujících se kolem podmořských sopečných zjevů známých jako černé kuřáky. Tito tvorové přežívají, přestože nemají žádný přístup ke slunečnímu světlu, a brzy bylo zjištěno, že vytvářejí potravinový řetězec zcela nezávislý na povrchovém. Namísto rostlin je zde základ potravního řetězce forma bakterie, která odvozuje svou energii z okysličování reaktivních chemických látek, jako je vodík nebo sirovodík, jež vyvěrají z nitra Země. Tato chemosyntéza rozbouřila studium biologie zjištěním, že život nemusí být závislý na slunci, ale vyžaduje pouze vodu a stoupající energii, aby přežil. Nyní je známo, že extrémofilním organismům se daří v ledu, vroucí vodě, kyselině, vodním jádru jaderných reaktorů, solných krystalech, toxickém odpadu a na řadě dalších extrémních stanovišť, které byly dříve považovány za zcela nehostinné pro život. Toto zjištění otevřelo novou cestu pro astrobiologii, neboť masivně rozšířilo počet možných míst s mimozemským životem. Charakteristika těchto organismů – jejich prostředí a jejich evoluční cesty – je považována za nezbytnou součást snahy o pochopení toho, jak se život mohl vyvíjet jinde ve vesmíru. Některé organismy schopné odolávat působení vakua a záření z vesmíru zahrnují lišejníky mapovník zeměpisný (Rhizocarpon geographicum) a terčovník pohledný (Xanthoria elegans), bakterie Bacillus safensis, Deinococcus radiodurans, Bacillus subtilis, kvasinku Saccharomyces cerevisiae, semena huseníčku rolního (Arabidopsis thaliana), jakož i bezobratlé želvušky.
Původ života, odlišný od vývoje života, je další probíranou oblastí výzkumu. Oparin a Haldane předpokládali, že podmínky na rané Zemi byly prospěšné k tvorbě organických sloučenin z anorganických prvků a tím ke vzniku mnoha chemických látek, jež jsou společné pro všechny formy života, které známe dnes. Studium tohoto procesu, známé jako prebiotická chemie, dosáhlo určitého pokroku, ale stále je nejasné, zda mohl takovýmto způsobem na Zemi vzniknout život. Alternativní teorie panspermie je, že první prvky života mohly být vytvářeny na jiné planetě s ještě výhodnějšími podmínkami (nebo dokonce v mezihvězdném prostoru, asteroidy, atd.) a potom být přeneseny na Zemi prostřednictvím prostředků, na něž se různí názory. Jupiterův měsíc Europa je nyní považován za místo s největší pravděpodobností mimozemského života v naší sluneční soustavě.

#### Astrogeologie
Astrogeologie je součást planetologie zabývající se geologií kosmických těles, jako jsou planety a jejich měsíce, asteroidy, komety a meteority. Informace shromážděné tímto oborem umožňují měřit potenciál pro rozvoj a udržení života i planetární habitabilitu planety či přirozeného satelitu. Další disciplínou astrogeologie je geochemie, která zahrnuje studium chemického složení Země a ostatních planet, chemické procesy a reakce, které upravují složení hornin a půd, cykly hmoty a energie a jejich interakce s hydrosférou a atmosférou planety. Specializace zahrnují kosmochemii, biochemii a organickou geochemii.
Fosilní záznam poskytuje nejstarší známý důkaz pro život na Zemi. Na základě přezkoumání tohoto důkazu, paleontologové jsou schopni lépe porozumět druhům organismů, které vznikly na počátku světa. Některá místa na Zemi, jako Pilbara v Západní Austrálii nebo McMurdo Dry Valleys na Antarktidě jsou rovněž považována za geologické analogy regionů Marsu, a jako takové by měly být schopné poskytovat stopy pro hledání minulého životu na Marsu.

## Život v naší sluneční soustavě
Tři kandidáti s největší pravděpodobností života ve sluneční soustavě (kromě Země) jsou planeta Mars, Jupiterův měsíc Europa, a Saturnův měsíc Titan. Tato spekulace je založena především na skutečnosti, že (v případě Marsu a Europy) se těmto vesmírným objektům může dostávat kapalné vody, molekuly nezbytné pro život, jaký známe, pro jeho využití jako rozpouštědlo v buňkách. Voda na Marsu se nachází v jeho polárních čepičkách, a nově vymílané strouhy pozorované v poslední době na rudé planetě naznačují, že kapalná voda může existovat, alespoň přechodně, na povrchu planety, a případně v podpovrchových oblastech, jako jsou hydrotermální prameny. Při Marťanských nízkých teplotách a nízkém tlaku je pravděpodobné, že tekutá voda bude silně solná. Pokud jde o Europu, kapalná voda pravděpodobně existuje pod vnější ledovou kůrou měsíce. Tato voda může být ohřáta do kapalného stavu sopečnými průduchy na dně mořském (což je zvláště zajímavá teorie s ohledem na různé typy extrémofilních organismů, které žijí v blízkosti sopečných průduchů v pozemském oceánu), ale hlavním zdrojem tepla je nejspíše přílivové oteplování.

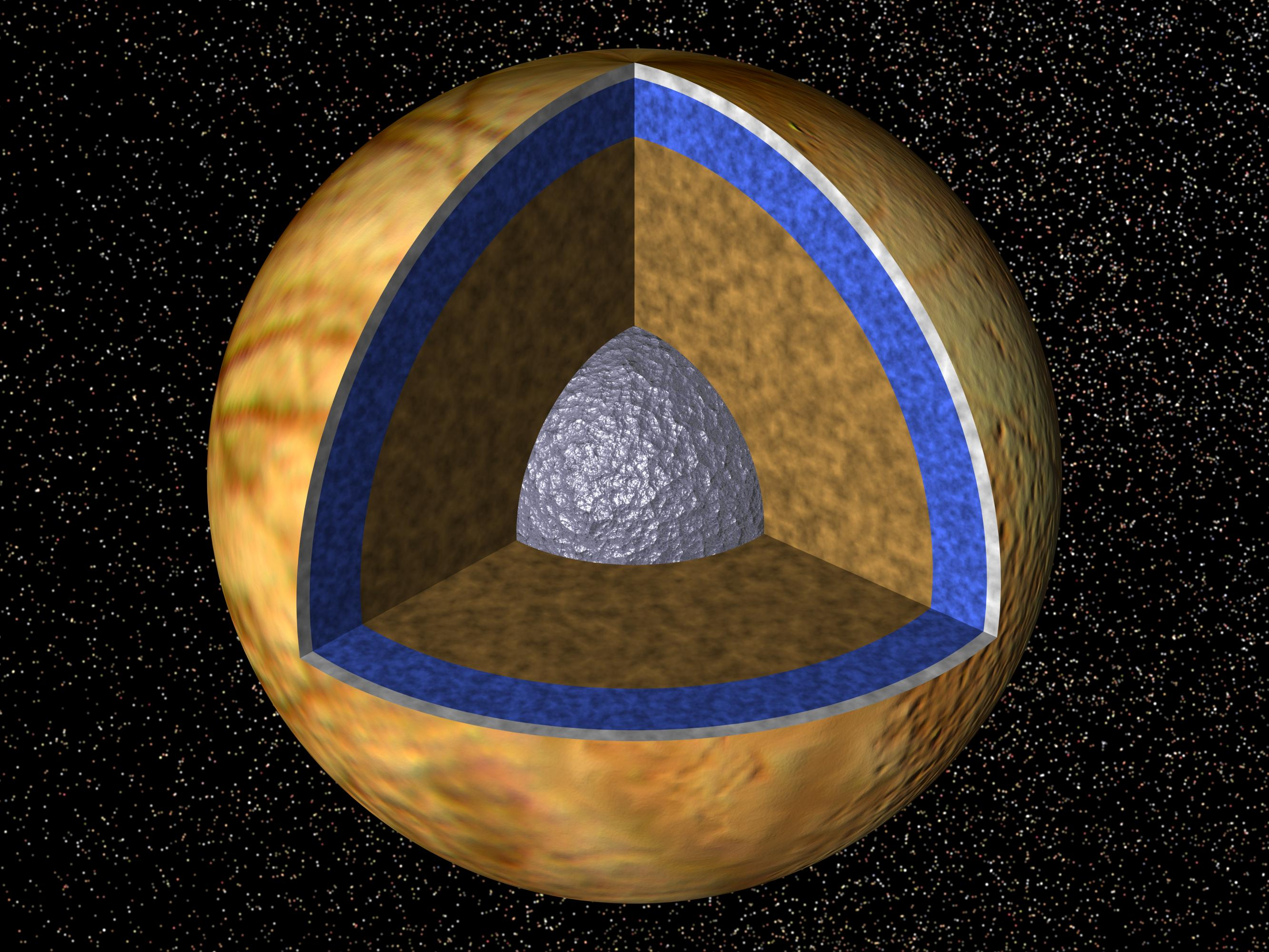
Měsíc Europa, vzhledem k oceánu který existuje pod jeho ledovým povrchem, může hostit nějakou formu mikrobiálního života.

Dalším planetárním tělesem, jež by mohlo vlastnit mimozemský život, je největší měsíc planety Saturn: Titan. Tento objekt byl popsán jako mající podmínky podobné těm, jaké byly na rané Zemi. Na jeho povrchu vědci objevili první kapalné jezero mimo Zemi, přestože se zdá, že se skládá z ethanu a/nebo metanu, nejde tedy o vodu. Poté, co byly studovány Cassiniho údaje, hlásilo se v březnu 2008, že Titan může mít podzemní oceán složený z kapalné vody a čpavku. Kromě toho by mohl mít podobné moře i Saturnův měsíc Enceladus, totiž pod svým – opět – ledovým povrchem.

## Kritika
Systematické vyhledávání možného života mimo Zemi je existující multidisciplinární vědecké úsilí. University of Glamorgan ve Velké Británii, začalo pracovat v takové míře roku 2006, a americká vláda financuje NASA Astrobiology Institute – institut NASA, zaměřený na astrobiologii. Nicméně charakteristika života mimo Zem je nestálá, hypotézy a předpoklady o jeho existenci a původu se velmi liší, ale v současné době lze vývoj teorií pro informování a podporování výzkumného vyhledávání života považovat za nejvíce konkrétní praktické aplikace astrobiologie.
Biolog Jack Cohen a matematik Ian Stewart, mimo jiné, považují xenobiologii za oddělenou od astrobiologie. Cohen a Stewart astrobiologii stanovují jako hledání života, podobného pozemskému, mimo naši sluneční soustavu a tvrdí, že se xenobiologisté zabývají možnostmi, které se nám otevřou, pokud zvážíme, že život nemusí být založený na uhlíku či dýchající kyslík, tak dlouho, dokud se mu dostává určujících charakteristik života.
Stejně jako u všech vesmírných průzkumů, je zde klasický argument, že je stále ještě mnohem víc vědců, kteří by se měli zabývat Zemí. Kritici astrobiologie mohou tvrdit, že by se veřejné financování mělo dávat na specializované vyhledávání neznámých druhů v naší vlastní zemské biosféře. Mohou mít pocit, že Země je nejověřenější a nejpraktičtější oblast, kde hledat a studovat život.

## Výsledky výzkumu
Do roku 2009 nebyl předložen žádný důkaz pro to, že by byl mimozemský život identifikován. Vyšetření ALH84001 meteoritu, který byl nalezen na Antarktidě roku 1984 a považován za pocházející z Marsu, hnulo některé vědce k závěru, že meteorit patří do domu mikrofosilií mimozemského původu; tento výklad je sporný.

### Metan
V roce 2004 byla spektrální známka metanu odhalena v atmosféře Marsu obojím; pozemskými dalekohledy jakož i sondou Mars Express. Kvůli slunečnímu a kosmickému záření, se předpokládá, že by metan zmizel z atmosféry Marsu do několika let, a proto musí být plyn aktivně doplňován, aby bylo možné zachovat jeho množství. Vozidlo Mars Science Laboratory bude provádět přesná měření procent kyslíku a izotopů uhlíku v oxidu uhličitém (CO2) a metanu (CH4) v atmosféře Marsu, aby bylo možno rozlišovat mezi těmito geochemického a biologického původu.

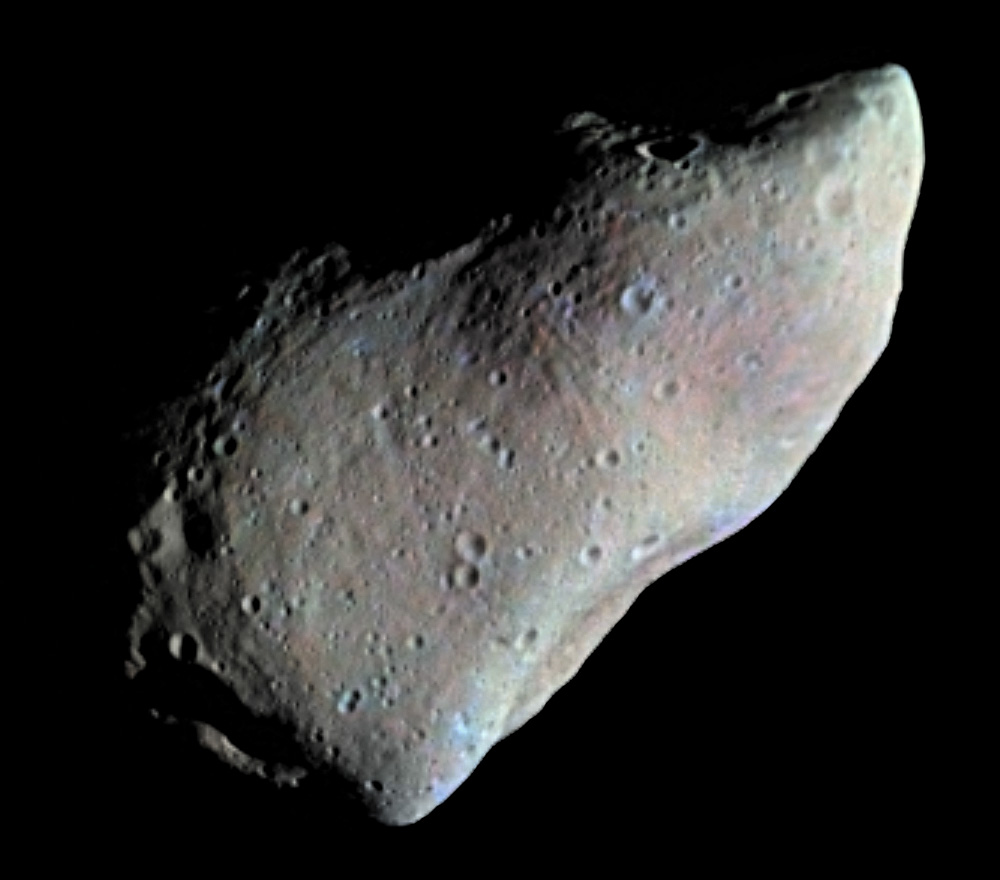
Asteroid(y) mohl(y) přinést život na Zem.

### Planetární systémy
Je možné, že některé planety, jako obrovský Jupiter, v naší sluneční soustavě, mají měsíce s pevným povrchem či tekutými oceány, jež jsou pohostinnější než samotné planety. Většina planet dosud objevených mimo naši sluneční soustavu jsou rozžhavení plynní obři považovaní za nehostinné pro život, takže zatím není známo, zda má naše sluneční soustava, s teplými a skalnatými planetami bohatými na kov, jako je Země, abnormální složení. Zdokonalené metody detekce a zvýšený čas na pozorování dopomůže nepochybně k objevení většího počtu planetárních systémů, z nichž budou možná některé podobné tomu našemu. Například NASina Mise Kepler se snaží objevit planety velikosti Země kolem jiných hvězd na základě měření minutových změn ve světelné křivce hvězdy, jak planeta prochází mezi hvězdou a kosmickým plavidlem. Pokrok v infračervené astronomii a submilimetrové astronomii pomohl odhalit části jiných hvězdných systémů. Infračervené vyhledávání odhalilo pásy prachu a asteroidů kolem vzdálených hvězd, jež mohou být podkladem formování planet.

### Planetární habitabilita
Úsilí o zodpovězení otázek, jako jaké je množství potenciálně obyvatelných planet v obytných zónách, mělo hodně úspěchů. Četné extrasolární planety, které byly zachyceny pomocí metody zakolísání a tranzitní metody, ukazují, že planety u jiných hvězd jsou početnější, než se původně předpokládalo. První extrasolární planeta podobná Zemi, nalezená v obyvatelné zóně její hvězdy je Gliese 581 c, jež byla odhalena pomocí metody radiální rychlosti.
Výzkum v oblasti ekologických limitů života a fungování extrémních ekosystémů také probíhá, takže výzkumníci mohou tušit, jaké planetární prostředí by mohlo být s největší pravděpodobností domovem života. Mise jako přistávací modul Phoenix, Mars Science Laboratory, ExoMars zaměřené na Mars, sonda Cassini zaměřená na Saturnův měsíc Titan a mise "Ice Clipper" zaměřená na Jupiterův měsíc Europa jsou naděleny nadějí, že přinesou důležité výsledky při výzkumu možnosti života na jiných planetách v naší sluneční soustavě.

## Hypotéza unikátní Země
Tato hypotéza, na základě objevů astrobiologů, tvrdí, že mnohobuněčné formy života, jaké se nacházejí na Zemi, mohou být ve skutečnosti ve vesmíru větší raritou, než vědci původně předpokládali. Poskytuje možnou odpovědí na Fermiho paradox, který říká: „Pokud jsou mimozemští tvorové běžní, proč to nevyjde jasně najevo?“ což je zcela jasně v opozici s principem průměrnosti, převzatý proslavenými astronomy, jako jsou Frank Drake, Carl Sagan a další. Princip průměrnosti naznačuje, že život na Zemi nejenže není výjimečný, nýbrž že je více než pravděpodobné, že se podobný či zcela rozdílný nachází v bezpočtu jiných světů.
Antropogenetický Princip říká, že základní zákony vesmíru pracují konkrétním způsobem, aby byl život možný. Antropogenetický Princip podporuje hypotézu unikátní Země, argumentuje tím, že všechny prvky, které jsou potřebné pro udržení života na Zemi jsou tak dobře sladěné, že je téměř nemožné, aby někde jinde existovalo takové sladění náhodou. Ať je to jak chce, Stephen Jay Gould porovnává tvrzení, že vesmír je jemně sladěný v prospěch našeho druhu života s tvrzením, že klobásy byly již kdysi dávno dlouhé a úzké, aby se vešly do moderních párků v rohlíku, nebo tvrzení, že šavle byla vynalezena pro věšení na zeď.